# Pelecopsis hipporegia
Pelecopsis hipporegia là một loài nhện trong họ Linyphiidae.
Loài này thuộc chi Pelecopsis. Pelecopsis hipporegia được J. Denis miêu tả năm 1968.